# Муганлы (Гаджаллинский округ)
Муганлы (азерб. Muğanlı) — село в Гаджаллинском административно-территориальном округе Зангеланского района Азербайджана. Расположено на берегу реки Араз.

## Топоним
Топоним села связан с названием тюркского племени Муг/Мугань.
На территории Азербайджана существует 18 населенных пунктов, связанных с названием Муганлы, напр., Акстафинском, Агджабединском, Губадлинском, Загатальском, Ходжавендском и др. районах. Также одноименное село находится в административном подчинении сельской административно-территориальной единицы Сартичала Гардабанского муниципалитета, края Квемо-Картли республики Грузия с 99 %-ным азербайджанским населением.

## История
В годы Российской империи село Муганлы входило в состав Карягинского уезда Елизаветпольской губернии.
В ходе Первой карабахской войны, в 1993 году село было занято армянскими вооружёнными силами, и до 2020 года находилось под контролем непризнанной НКР.
20 октября 2020 года, в ходе Второй карабахской войны, президент Азербайджана объявил об освобождении села Муганлы вооружёнными силами Азербайджана.